# Costa Rica-i futsalválogatott
A Costa Rica-i futsalválogatott Costa Rica nemzeti csapata, amelyet a Costa Rica-i labdarúgó-szövetség (spanyolul: Federación Costarricense de Fútbol) irányít. 

## Története
Futsal-világbajnokságon először 1992-ben szerepeltek. Legjobb eredményük, amikor bejutottak a nyolcaddöntőbe a 2016-os világbajnokságon.
A CONCACAF-futsalbajnokságot három alkalommal nyerték meg: 2000-ben, 2012-ben és 2016-ban.

## Eredmények

### Futsal-világbajnokság
| Év       | Eredmény      | Hely          | M             | Gy            | D             | V             | Rg            | Kg            | Gk            |
| -------- | ------------- | ------------- | ------------- | ------------- | ------------- | ------------- | ------------- | ------------- | ------------- |
| 1989     | Nem indult    | Nem indult    | Nem indult    | Nem indult    | Nem indult    | Nem indult    | Nem indult    | Nem indult    | Nem indult    |
| 1992     | Első forduló  | 16.           | 3             | 0             | 0             | 3             | 9             | 29            | -20           |
| 1996     | Nem jutott be | Nem jutott be | Nem jutott be | Nem jutott be | Nem jutott be | Nem jutott be | Nem jutott be | Nem jutott be | Nem jutott be |
| 2000     | Első forduló  | 11.           | 3             | 1             | 0             | 2             | 8             | 12            | -4            |
| 2004     | Nem indult    | Nem indult    | Nem indult    | Nem indult    | Nem indult    | Nem indult    | Nem indult    | Nem indult    | Nem indult    |
| 2008     | Nem indult    | Nem indult    | Nem indult    | Nem indult    | Nem indult    | Nem indult    | Nem indult    | Nem indult    | Nem indult    |
| 2012     | Csoportkör    | 17.           | 3             | 1             | 0             | 2             | 8             | 12            | -4            |
| 2016     | Nyolcaddöntő  | 15.           | 4             | 1             | 1             | 2             | 7             | 11            | -4            |
| Összesen | Nyolcaddöntő  | 4/8           | 13            | 3             | 1             | 9             | 32            | 64            | -32           |

### CONCACAF-futsalbajnokság
| Év       | Eredmény   | Hely | M  | Gy | D | V | Rg  | Kg | Gk  |
| -------- | ---------- | ---- | -- | -- | - | - | --- | -- | --- |
| 1996     | Csoportkör | 5.   | 2  | 1  | 0 | 1 | 7   | 8  | -1  |
| 2000     | Győztes    | 1.   | 5  | 5  | 0 | 0 | 24  | 7  | +17 |
| 2004     | Bronzérmes | 3.   | 5  | 4  | 0 | 1 | 35  | 11 | +24 |
| 2008     | Csoportkör | 6.   | 3  | 1  | 1 | 1 | 21  | 12 | +9  |
| 2012     | Győztes    | 1.   | 5  | 4  | 1 | 0 | 20  | 9  | +11 |
| 2016     | Győztes    | 1.   | 5  | 5  | 0 | 0 | 26  | 6  | +20 |
| Összesen | 1. hely    | 6/6  | 25 | 20 | 2 | 3 | 132 | 54 | +78 |

## Külső hivatkozások
- A Costa Rica-i labdarúgó-szövetség hivatalos honlapja (spanyol nyelven). fedefutbol.com
- Futsal World Ranking (angol nyelven). futsalworldranking.be
- FIFA Futsal World Cup Overview (angol nyelven). rsssf.com
- North and Central American Futsal Championship Overview (angol nyelven). rsssf.com